# Marko Nikolić (labdarúgó)
Marko Nikolić (cirill betűkkel: Марко Николић; Belgrád, 1998. március 31. –) szerb labdarúgó, a FK Riteriai játékosa.

## Pályafutása
Nikolić a szerb FK Brodarac csapatánál kezdte labdarúgó-pályafutását. 2017 és 2018 között a szerb másodosztályú FK Zemun és FK Inđija játékosa volt. 2018-ban leigazolta őt az ukrán élvonalbeli Arszenal Kijiv csapata, amelyben négy bajnoki mérkőzésen szerepelt. A 2019-2020-as szezonban a belgrádi FK Rad csapatában futballozott, a szerb élvonalban tizenhét mérkőzésen egy gólt szerzett. 2020 augusztusában a magyar élvonalba feljutó Budafoki MTE szerződtette. Tizenhat bajnoki mérkőzésen és öt kupatalálkozón lépett pályára a csapatban a 2020-2021-es szezonban. A Budafok az idény végén kiesett az első osztályból, Nikolić azonban az NB II bajnokához, a Debreceni VSC-hez szerződött, ahol egy plusz két évre szóló szerződést írt alá.